# Seth M. Cohen
Seth M. Cohen (...) è un astronomo amatoriale statunitense.
Il Minor Planet Center lo accredita per la scoperta dell'asteroide 48461 Sabrinamaricia, effettuata il 7 settembre 1991 in collaborazione con Eleanor Francis Helin quando era studente al Caltech.